# 杉晴夫
杉 晴夫（すぎ はるお、1933年9月29日 - 2024年2月26日）は、日本の生理学者、帝京大学名誉教授。

## 略歴
東京生まれ。杉靖三郎の子。1957年東京大学農学部水産学科卒、1962年同大学院理学研究科生物学研究科博士課程修了、「ツリガネムシ柄筋の收縮についての研究」で理学博士、同医学部助手、1965-67年コロンビア大学医学部助手（Research Associate）、アメリカ合衆国国立衛生研究所客員研究員（Visiting Scientist）、東大医学部助手に復職、1973年帝京大学医学部教授、2004年定年退任、名誉教授。国際生理科学連合筋肉分科会委員長を務め、日本動物学会賞、日本比較生理生化学会賞受賞。
1971年東京大学医学博士。学位論文の題は「カエル単一筋線維の局所刺激による収縮の横方向への伝播について 」。
2024年2月26日、心不全のため死去、90歳。叙正五位、瑞宝中綬章追贈。

## 著書
- 『筋運動の進化』UP Biologyシリーズ　東京大学出版会、1977
- 『生体はどのように情報を処理しているか 生体電気信号系入門』理工学社、栄養・健康科学シリーズ 2000
- 『筋肉はふしぎ 力を生み出すメカニズム』講談社ブルーバックス、2003
- 『コメディカルのための生理学実習ノート』南江堂、2003
- 『生体電気信号とはなにか 神経とシナプスの科学』講談社ブルーバックス、2006
- 『ストレスとはなんだろう 医学を革新した「ストレス学説」はいかにして誕生したか』講談社ブルーバックス　2008
- 『現代医学に残された七つの謎 研究者の挑戦を拒み続ける人体の神秘』講談社ブルーバックス、2009
- 『天才たちの科学史 発見にかくされた虚像と実像』平凡社新書 2011
- 『人類はなぜ短期間で進化できたのか ラマルク説で読み解く 平凡社新書、2012
- 『栄養学を拓いた巨人たち　「病原菌なき難病」征服のドラマ』講談社ブルーバックス、2013
- 『論文捏造はなぜ起きたのか？』光文社新書、2014
- 『医者に奪われるな!　生きていく力　診断はストレスで病は悪化する』実業之日本社、2014
- 『神経とシナプスの科学　現代脳研究の源流』講談社ブルーバックス、2015　（「生体電気信号とはなにか」改訂新版）
- 『腹背の敵 李舜臣対豊臣秀吉の戦い』文芸社、2016
- 『生理学からみた鍼灸効果研究の現在』日中出版、東洋医学シリーズ、2017
- 『筋肉は本当にすごい すべての動物に共通する驚きのメカニズム』講談社ブルーバックス、2018
- 『欧米のオペラ・コンサートから見た歴史の流れ = Flow of history viewed from Western opera and concert 終焉に向かう古典オペラ』文芸社、2019

## 編著
- 『人体機能生理学』編著　南江堂、1985
- 『運動生理学』編　南江堂、1988　栄養・健康科学シリーズ
- 『やさしい運動生理学』編著 斎藤望,鈴木裕一,佐藤昭夫著　南江堂、2006
- 『やさしい運動生理学 改訂第2版』編著 斎藤望,鈴木裕一,佐藤昭夫著　南江堂、2016

## 参考
- 『残照 杉靖三郎の活動の軌跡』杉晴夫 2003